# Eels

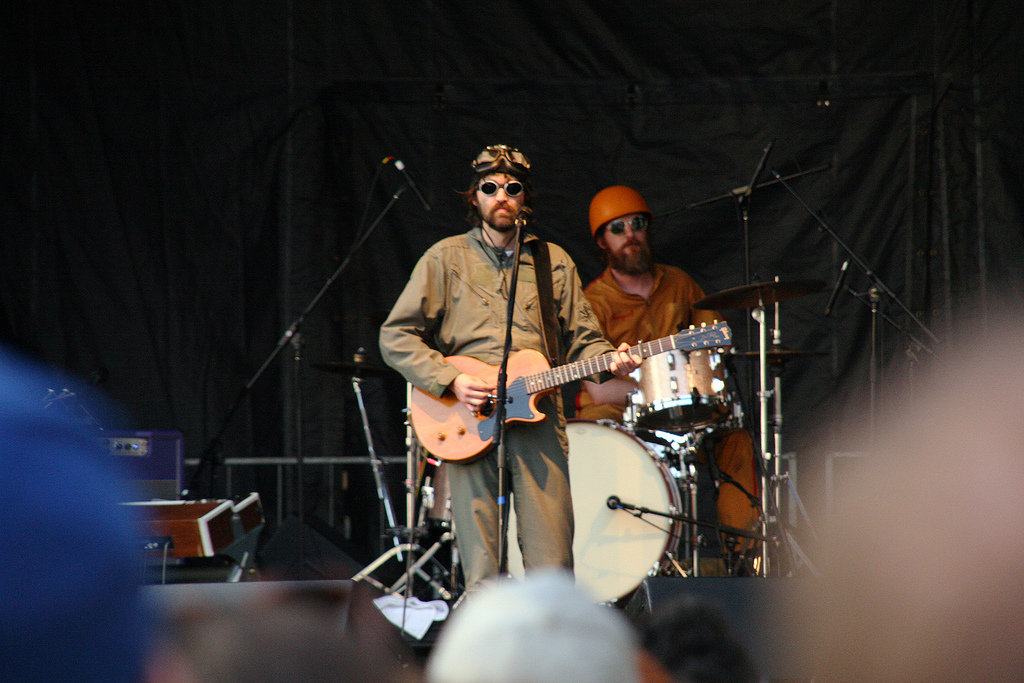
Eels under ett framträdande

Eels är ett amerikanskt rockband, grundat av sångaren och låtskrivaren Mark Oliver Everett, mer känd som Mr. E eller helt enkelt E.

## Historia

### Första tiden
Eels bildades av Butch Norton och Mark Oliver Everett. Inte långt därefter anslöt Tommy Walter till bandet. Namnet Eels valdes för att vara likt Marks smeknamn, E.
Det första albumet, Beautiful Freak, släpptes på Steven Spielbergs Dreamworks 1996. Trots internationell framgång med låtarna Novocaine For The Soul och Susan's House lämnade Walter bandet året därpå för att starta soloprojektet Abandoned Pools.

### Familjekatastrofer
Efter det första albumet hade Everett glömt bort ganska mycket av det förflutna, men allt kom tillbaka. Hans syster Elizabeth Everett tog sitt liv, mamman gick bort i cancer. Everett fortsatte dock med musiken, det var den som fick honom att orka leva vidare. Skivan som släpptes år 1998, Electro-Shock Blues var mycket inspirerad av döden och Mark Everetts personliga upplevelser. Första låten på albumet, Elizabeth on the Bathroom Floor handlar om systerns självmord. För att sammanfatta albumet handlar de flesta låtarna om självmord, döden, sjukdomar och andra tragedier.
En av de första singlarna från albumet blev Last Stop: This Town och Cancer For The Cure. Låten Cancer For The Cure kom med i soundtracket till filmen American Beauty. Efter att Walter lämnade bandet blev Adam Siegel ny ersättare. Siegel hade tidigare varit med i bandet Suicidal Tendencies. Flera spelningar blev inställda på grund av begravningar och andra, för Everett, personliga saker. Under turnén var Siegel fortfarande med men när hela turnén var avslutad var han inte längre av i Eels. Han ville satsa på sitt soloprojekt My Head.

### 2000-talet
Nästa album blev Daisies Of The Galaxy som släpptes år 2000. Nu hade Eels helt ändrat musikstil till en mycket poppigare och gladare musik. Över halva albumet spelades in i Everetts källare. På låtarna It's a Motherfucker och Selective Memory spelar Mark Everett på samma piano som Neil Young använde för inspelningen av albumet After the Gold Rush. Den första singeln från albumet blev Mr. E's Beautiful Blues, en låt som även kom med i soundtracket till filmen Road trip. Den låten var egentligen inte planerad att vara med på albumet, men eftersom Dreamworks insisterade på det så blev det en så kallad Hidden Track ungefär 20 sekunder efter den sista låten. Singeln Flyswatter blev en storsäljare och såldes i runt 40 000 exemplar, bara i USA.
Året efter kom albumet Souljacker. Det albumet blev aningen mörkare än föregående album men låtarna Souljacker Pt. 1 och Jungle Telegraph var långt upp på den amerikanska hitlistan. Albumet släpptes år 2001.
Det dröjde inte länge innan nästa tragedi hände i Everetts liv. En kusin dog i World Trade Center-katastrofen den 11 september 2001. 
Albumet Shootenanny! blev nästa album. Albumet släpptes år 2003 och hade ett flertal hits. Ur detta album blev det bara en singel, Saturday Morning. Turnén till albumet blev den största någonsin för Mark. De åkte runt i flera länder och städer i Europa, USA och Australien. Strax efter detta album lämnade även Norton bandet och blev ersatt av Puddin. I bandet var nu Shon Sullivan (även kallad Golden Boy) på gitarr, Koool G Murder och Puddin på trummor. Everett var fortfarande den som sjöng och skrev låtar samt musik till bandet. Shon Sullivan lämnade även han bandet snart för att satsa på sitt eget projekt Goldenboy. Shon blev ersatt av Chet Atkins III. 
Dreamworks ringde till Mark Everett och frågade om han ville ta åt sig jobbet (och äran) att skriva hela soundtracket till filmen Levity. Everett tackade ja och släppte ett album med mest instrumentala låtar men även två låtar, Skywriting och Taking a Bath in Rust med Eels.

### 2005–
Den 26 april 2005 släpptes Eels senaste studioinspelade musikalbum, Blinking Lights and Other Revelations. Albumet blev ett dubbelalbum som lanserades genom Vargant och innehöll 33 spår, flera instrumentala korta och flera längre låtar med mycket text. Majoriteten av låtarna i detta album är inspirerade av countrymusik. Låttexten till In The Yard, Behind The Church, handskriven av Everett, såldes på den amerikanska auktionssajten eBay för $544. Den första singeln blev Hey Man (Now You're Really Living) som släpptes 22 mars på Itunes (släpptes även senare på LP och CD).
Året 2006 gjorde bandet en turné i både Europa och USA med utgångspunkt i London. Den 21 februari släpptes nytt material från bandet, en dvdfilm innehållande hela filmningen av konserten i Town Hall i New York i juni 2005 samt en cdskiva med enbart ljudupptagningen från konserten. Till detta släpptes även, precis som vid varje album, nya t-shirtar. Albumet Sixteen Tons börjar återigen säljas över internet.
DVD-utgåvan av albumet kommer att innehålla lite bonusmaterial i form av bland annat en biografi om gruppen och om grundaren själv samt dokumentärer.
Eels släppte två samlingsalbum i början av 2008. Ett Greatest Hits som heter Meet the Eels: Essential Eels vol 1 och ett dubbelalbum med rariteter, Useless Trinkets. Till Meet the Eels: Essential Eels vol 1 medföljer en dvd med alla släppta videor och till Useless Trinkets medföljer en dvd med 6 spår från deras Lollapalooza-spelning 2006. 
2009 Släpptes skivan Hombre Lobo

## Diskografi

### Musikalbum
- 1996 – Beautiful Freak
- 1998 – Electro-Shock Blues
- 2000 – Daisies Of The Galaxy
- 2001 – Souljacker
- 2003 – Shootenanny!
- 2005 – Blinking Lights and Other Revelations
- 2009 – Hombre Lobo
- 2010 –  End Times
- 2010 –  Tomorrow Morning
- 2013 –  Wonderful, Glorious
- 2014 –  The Cautionary Tales Of Mark Oliver Everett
- 2018 –  The Deconstruction
- 2020 –  Earth to Dora
- 2022 –  Extreme Witchcraft

### Livealbum
- 2000 – Oh What A Beautiful Morning
- 2002 – Electro-Shock Blues Show
- 2005 – Sixteen Tons (10 Songs)
- 2006 – Eels with Strings: Live at Town Hall även som DVD

### Samlingsalbum
- 2005 – B-sides & Rarities 1996-2003
- 2008 – Meet the Eels: Essential Eels Vol1
- 2008 – Useless Trinkets

### Singlar
| - 1996 – Novocaine For the Soul - 1996 – Rags to Rags - 1996 – Your Lucky Day in Hell - 1997 – Susan's House - 1997 – "Beautiful Freak" - 1998 – Cancer for the Cure - 1998 – Last Stop: This Town - 1998 – Climbing to the Moon - 2000 – "Flyswatter" | - 2000 – Mr. E's Beautiful Blues - 2000 – Jeannie's Diary - 2001 – Fresh Feeling - 2001 – Souljacker Pt. 1 - 2001 – Rotten World Blues EP - 2003 – 3 Speed - 2003 – Saturday Morning - 2005 – Hey Man (Now You're Really Living) - 2005 – Trouble With Dreams promo |